# Municipio de Monson
El municipio de Monson (en inglés: Monson Township) es un municipio ubicado en el condado de Traverse en el estado estadounidense de Minnesota. En el año 2010 tenía una población de 133 habitantes y una densidad poblacional de 0,95 personas por km².

## Geografía
El municipio de Monson se encuentra ubicado en las coordenadas 45°53′00″N 96°28′48″O / 45.88333, -96.48000. Según la Oficina del Censo de los Estados Unidos, el municipio tiene una superficie total de 140.41 km², de la cual 140,3 km² corresponden a tierra firme y (0,07 %) 0,1 km² es agua.

## Demografía
Según el censo de 2010, había 133 personas residiendo en el municipio de Monson. La densidad de población era de 0,95 hab./km². De los 133 habitantes, el municipio de Monson estaba compuesto por el 97,74 % blancos, el 1,5 % eran afroamericanos, el 0,75 % eran amerindios. Del total de la población el 0 % eran hispanos o latinos de cualquier raza.